# 라 레이 델 코라손
《라 레이 델 코라손》(스페인어: La ley del corazón)은 2016년 방영된 콜롬비아의 텔레노벨라이다.